# Liste der Baudenkmäler in Himmelgeist
Die Liste der Baudenkmäler in Himmelgeist enthält die denkmalgeschützten Bauwerke auf dem Gebiet von Düsseldorf-Himmelgeist, Stadtbezirk 9, in Nordrhein-Westfalen. Diese Baudenkmäler sind in der Denkmalliste der Stadt Düsseldorf eingetragen; Grundlage für die Aufnahme ist das Denkmalschutzgesetz Nordrhein-Westfalen (DSchG NRW).

## Baudenkmäler
| Bild           | Bezeichnung                           | Lage                                   | Beschreibung | Bauzeit           | Eingetragen seit  | Denkmal- nummer |
| -------------- | ------------------------------------- | -------------------------------------- | ------------ | ----------------- | ----------------- | --------------- |
| weitere Bilder | Schloss Mickeln mit Park              | Alt-Himmelgeist 25 Karte               |              | 1843              | 13. März 1986     | A 896           |
| Wegekreuz      | Wegekreuz                             | Alt-Himmelgeist o. Nr. Karte           |              | 19. Jh.           | 26. Mai 1999      | A 1461          |
| weitere Bilder | Haus Zindler                          | Himmelgeister Landstraße 171/173 Karte |              | 1965              | 25. März 2010     | A 1593          |
| weitere Bilder | Kapelle                               | Himmelgeister Landstraße 186 Karte     |              | ca. 1831          | 15. Dezember 1983 | A 494           |
| weitere Bilder | Fronhof mit Garten- und Wiesenflächen | Kölner Weg 15 Karte                    |              | 18.–20. Jh.       | 1. Februar 2005   | A 1535          |
| weitere Bilder | Gut Meierhof                          | Kölner Weg 51 Karte                    |              | 18. Jh., ca. 1836 | 14. März 1988     | A 1106          |
| weitere Bilder |                                       | Maikammer 32, 34 Karte                 |              | 18., 19. Jh.      | 2. Februar 1984   | A 529           |
| weitere Bilder | Myriameterstein                       | Nikolausstraße o. Nr. Karte            |              | Ende 19. Jh.      | 11. August 2011   | A 1611          |
| weitere Bilder | St. Nikolaus                          | Nikolausstraße 20 Karte                |              | 11.–13. Jh.       | 19. November 1982 | A 256           |
| weitere Bilder | Katholische Grundschule Himmelgeist   | Steinkaul 27 Karte                     |              | 1891/1892         | 8. Dezember 1998  | A 1455          |